# Ario de Rosales
Ario de Rosales  es una localidad del estado mexicano de Michoacán de Ocampo, cabecera del municipio de Ario.

## Toponimia
Existen varias interpretaciones acerca del origen del vocablo «Ario». Algunos investigadores afirman que proviene de la lengua chichimeca y significa ‘lugar donde se mandó’, ‘desde donde se mandó decir algo’ o ‘lugar donde se aprende a leer’. Otros estudiosos señalan que significa ‘lugar de cañas’ o ‘lugar donde hay cañas’, sobre la base de la articulación de los vocablos chichimecas «ari» (‘caña’) y «ro» (desinencia que indica lugar). También se ha sugerido que proviene del idioma purépecha y significa ‘tempestad, sitio de continuas lluvias’.
El nombre de la localidad recuerda al mariscal Víctor Rosales, uno de los «13 héroes de la Patria».

## Historia
En la época prehispánica formó parte de los dominios del señorío purépecha, encontrándose hacia el norte de la ciudad vestigios arqueológicos (yácatas) levantadas en medio de las llanuras que comprenden el extenso valle de Ario. Estos vestigios no han sido investigados. Dado que se han encontrado objetos característicos de esta cultura, existe la posibilidad de que en el municipio haya habido asentamientos entre 1315 y años posteriores. 
Durante la colonia, la región fue evangelizada por los frailes agustinos. El 25 de julio de 1556, fray Juan Bautista Moya fundó «Ario de Santiago». El poblado se convirtió en enlace comercial entre la zona templada y la tierra caliente. 
El primer Supremo Tribunal de Justicia que intentó tener México como Nación independiente fue el que organizó José María Morelos en el Decreto Constitucional para la Libertad de la América Mexicana de 22 de octubre de 1814. Este tribunal trabajó en 1815 en varias ciudades de la Nueva España, siendo instalado en Ario, Michoacán (ahora de Rosales). Tres de los presidentes de este Tribunal fueron José María Sánchez de Arriola, Antonio de Castro y José María Ponce de León. En el periodo de lucha por la Independencia en 1815, se establece en Ario el Supremo Tribunal de Justicia para nombrar los representantes de los tres poderes de la nación. El jueves 7 de marzo de 2013 el museo del Primer Supremo Tribunal de Justicia fue reinaugurado, se ubica en el lugar conocido como «Casa de la Cultura», cada 7 de marzo se realiza un desfile conmemorativo por las principales calles del pueblo, donde participan escuelas y asociaciones del municipio.  
Consumada la Independencia, se promulgó en 1835 la constitución del estado de Michoacán, dividiéndose el territorio en cuatro departamentos, quedando integrado Ario en el Departamento Sur. 
En la segunda Ley Territorial del 10 de diciembre de 1831, se constituyó como municipio. 
En 1868, la Legislatura del Estado le dio el nombre de «Villa de Ario de Rosales». Se le otorgó el título de ciudad en 1956, durante el gobierno del Lic. David Franco Rodríguez.

## Geografía
La localidad de Ario de Rosales se encuentra en la ubicación 20°1′41″N 102°20′20″O / 20.02806, -102.33889, a una altitud de 1560 m s. n. m. Según la clasificación climática de Köppen el clima de Ario de Rosales corresponde a la categoría Cwa (subtropical con invierno seco y verano cálido). Abarca una superficie de 6.241 km². Se ubica a una distancia de 107 km de la capital del estado de Michoacán.

## Demografía
La localidad tiene una población de 18 097 habitantes, lo que representa un incremento promedio de 0.89 % anual en el período 2010-2020 sobre la base de los 16 595 habitantes registrados en el censo anterior. Al año 2020 Ario presentaba una densidad de 2900 hab/km².
En el año 2010 estaba clasificada como una localidad de grado medio de vulnerabilidad social.
La población de Ario de Rosales está mayoritariamente alfabetizada (4.29 % de personas analfabetas al año 2020) con un grado de escolarización promedio superior a 8 años. Solo el 0.61 % de la población se reconoce como indígena.
| Gráfica de evolución demográfica de Ario de Rosales entre 1900 y 2020                             |
|                                                                                                   |
| Población de los censos del Instituto Nacional de Estadística y Geografía (INEGI) de 1910 a 2020. |

## Personas destacadas
- Miguel Silva Macías (1821-1860), gobernador del estado de Michoacán (1857).
- Bulmaro Bermúdez (1926-1994), compositor.
- Marco Antonio Solís (1959-), cantautor y músico, fundador y líder de Los Bukis.
- José Javier Solís (1960-), músico y cantante, integrante de Los Bukis.